# Krška vas (gmina Ivančna Gorica)
Krška vas – wieś w Słowenii, w gminie Ivančna Gorica. W 2018 roku liczyła 146 mieszkańców.